# Dominika Gąsieniec
Dominika Gąsieniec (ur. 7 maja 1999 w Drzewicy) – polska piłkarka, występująca na pozycji skrzydłowej lub napastniczki w klubie AKS SMS Łódź. Była młodzieżowa reprezentantka Polski.

## Życiorys
W młodości trenowała kajakarstwo górskie w zespole LKK Drzewica, zdobywając medale regat slalomowych w kategorii młodzików. Jednocześnie trenowała piłkę nożną w zespole Wiktoria Gielniów. Od 2013 grała w Sportowej Czwórce II Radom, z czasem przechodząc do pierwszej drużyny grającej w I lidze, gdzie grała do 2015. Następnie grała w latach 2015–2019 w AZS PSW Biała Podlaska, skąd w 2019 przeniosła się do UKS-u SMS-u Łódź. W czerwcu 2024 zdecydowała się zakończyć piłkarską karierę. Wznowiła ją niedługo, wiążąc się z trzecioligowcem, AKS-em SMS-em Łódź. Wraz z łódzką drużyną wywalczyła awans do II ligi, na cztery kolejki przed zakończeniem sezonu, po meczu z Ostrovią Ostrów Mazowiecka, w którym zdobyła jedynego gola.

## Sukcesy
- Mistrzostwo Polski: 2021/2022[3]
- Wicemistrzostwo Polski: 2020/2021
- Finał Pucharu Polski: 2020/2021[5].